# Bassel Jradi
Bassel Zakaria Jradi (født 6. juli 1993) er en dansk-libanesisk fodboldspiller, der spiller for cypriotiske Apollon Limassol og det libanesiske landshold. Han har tidligere spillet for bl.a. FC Nordsjælland, Strømgodset, Lillestrøm og Hajduk Split.
I oktober 2011, mens Jradi spillede for B.93, var han til prøvetræning hos OB, men fik ikke spillet sig til en kontrakt, ligesom han også tidligere havde prøvetrænet med Blackburn Rovers uden at få en kontrakt.
I 2012 skiftede han til AB i 1. division hvor han blev topscorer i klubben med 8 sæsonmål.
I sommeren 2013 indgik han en 3½-årig aftale med Superligaklubben FC Nordsjælland. Det blev dog ikke til meget spilletid i den nordsjællandske klub og i juli 2014 blev han solgt til den norske klub Strømsgodset, hvor han indgik en kontrakt på 3,5 år.
I 2018 skrev Jradi en toårig kontrakt med den kroatiske klub Hajduk Split.